# Элитное (Приморский край)
Эли́тное — село в Уссурийском городском округе Приморского края. Входит в состав Новоникольской территории.

## География
| С-З |                  | Галёнки ~ 11 км |                                        | С-В |
| З   | Покровка ~ 18 км | Роза ветров     | Степное ~ 5 км                         | В   |
| Ю-З |                  |                 | Новоникольск ~ 14 км Уссурийск ~ 25 км | Ю-В |

Климат во многом похож на климат Уссурийска: умеренный, муссонный с холодной зимой и жарким и влажным летом. Весна затяжная прохладная и ветреная, осень преимущественно тёплая. Из-за большей удалённости от моря число ясных и теплых дней здесь немного больше чем в Уссурийске.

## История
Село основано в 1932 году.

## Население
| 2002 | 2010 |
| ---- | ---- |
| 154  | ↘133 |

## Улицы
| - ул. Дубровина, - ул. Советская, - ул. Центральная, - ул. Чапаева, - ул. Южная. |

## Экономика
Основа экономики — сельское хозяйство.